# Zhuang od Chua
Kralj Zhuang od Chua (楚莊王; Chǔ Zhuāng Wáng) bio je kralj kineske države Chu. Njegova je titula bila wang (kralj) – to je bila česta titula u njegovo doba.
Bio je iz kuće Mi, potomak cara Zhuanxua. Rođen je kao Xiong Lü. Zhuang je njegovo postumno ime.
Bio je sin i nasljednik kralja Mua od Chua (楚穆王). On je umro 614. prije nove ere te ga je Zhuang naslijedio, a njegovo se osobno ime više nije smjelo izgovarati. Bio je to tabu imena, koji će poslije biti i postrožen.
Prve tri godine svoje vladavine kralj je Zhuang trošio svoje vrijeme na lov i zabave.
Ipak, poslije se promijenio te je učinio Sunshua Aoa kancelarom i počeo provoditi neke reforme. 611. prije nove ere je aneksirao državu Yong. To je Chu učinilo znatno moćnijom državom.
Zhuang je čak pokušao zauzeti mjesto kralja cijele Kine, kralja Dinga od Zhoua. Međutim, nije uspio.
U velikoj bici kod Bija, pobijedio je vojsku države Jin.

## Izreka
O ovom kralju postoji kineska izreka:
“Zadivi (druge) jednim uzvikom.“ (嗚驚人; „Yī mǐng jīng rén.“)

## Obitelj
Zhuang, sin Mua, bio je potomak vladara Chua Điliana, koji je uzeo ime Mi, što najvjerojatnije znači „medvjed“. 
Zhuang je bio oženjen gospom Fan, a bio je otac Gonga te djed Pinga.
Njegovi potomci uključuju kralja Huaija I. od Chua i cara Kine Yija.